# 博蒙-圣西尔
博蒙-圣西尔（法語：Beaumont Saint-Cyr，法語發音：[bomɔ̃ sɛ̃ siʁ]）是法国新阿基坦大区维埃纳省的一个市镇，位于该省中北部，属于沙泰勒罗区和大普瓦捷城市公共社区。

## 历史
博蒙-圣西尔成立于2017年1月1日，由博蒙（Beaumont）和圣西尔（Saint-Cyr）两个相邻的市镇合并而成，其中博蒙为政府驻地。

## 地理
博蒙-圣西尔（46°44'18"N, 0°25'46"E）面积36.47 平方千米，位于法国新阿基坦大区维埃纳省，该省份为法国中西部省份，北起曼恩-卢瓦尔省和安德尔-卢瓦尔省，西接德塞夫勒省，南至夏朗德省，东南接上维埃纳省，东临安德尔省。
与博蒙-圣西尔接壤的市镇（或旧市镇、城区）包括：若奈-马里尼、科隆比耶、楠特雷、维埃纳河畔武讷伊、博讷伊马图尔、迪赛。
博蒙-圣西尔的时区为UTC+01:00、UTC+02:00（夏令时）。

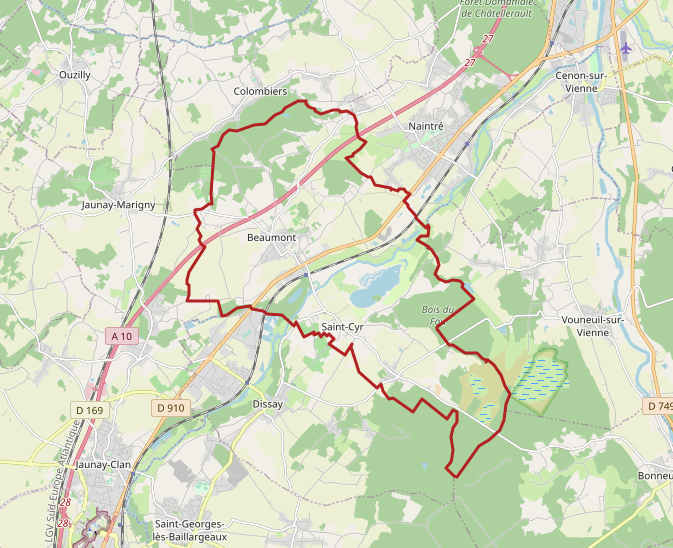
博蒙-圣西尔的OSM定位图

## 行政
博蒙-圣西尔的邮政编码为86490，INSEE市镇编码为86019。

## 政治
博蒙-圣西尔所属的省级选区为若奈-马里尼县。

## 人口
博蒙-圣西尔于2022年1月1日时的人口数量为2941人。